# Franz Heinrich Reusch
Franz Heinrich Reusch (Brilon, 4 dicembre 1823 – Bonn, 3 marzo 1900) è stato un teologo tedesco di religione cattolica, professore di esegesi veterotestamentaria nella facoltà teologica di Bonn dal 1858 fino alla morte.

## Biografia
Nacque a Brilon, in Vestfalia, il 4 dicembre 1823. Studiò letteratura a Paderborn e teologia a Bonn, Tubinga e Monaco di Baviera. Amico e allievo di Ignaz von Döllinger, si laureò in teologia all'Università di Monaco. Fu ordinato sacerdote nel 1849 e subito dopo fu nominato cappellano a Colonia. In 1854, divenne Privatdozent di esegesi veterotestamentaria  nella Facoltà teologica cattolica di Bonn; nel 1858 divenne professore straordinario, e nel 1861 professore ordinario di teologia nella stessa università. Dal 1866 al 1877 fu editore del Bonner Theologisches Literaturblatt. Nelle polemiche sorte a seguito della proclamazione del dogma dell'infallibilità pontificia, Reusch fece causa comune con Döllinger, e fu per questo scomunicato nel 1872. Per molti fu curato della chiesa vetero-cattolica a Bonn e ricoprì la posizione di vicario generale del vescovo vetero-cattolico Joseph Hubert Reinkens, ma si dimise dall'incarico nel 1878, quando, con Döllinger, disapprovò il permesso di sposarsi concesso dalla Chiesa vetero-cattolica tedesca al suo clero. Reusch  continuò a tenere lezioni nella facoltà di Teologia cattolica dell'università di Bonn e a scrivere su argomenti teologici. Fu nominato rettore dell'università nel 1873.
Reusch era un profondo conoscitore di storia sacra e uno studioso instancabile. Tra le sue numerose opere si ricordano i numerosi contributi alla Revue internationale de theologie, l'opuscolo Die Deutschen Bischöfe und der Aberglaube; il saggio sui falsi contenuti nel trattato di Tommaso d'Aquino Contra Errores Graecorum; vari saggi sulla storia della Compagnia di Gesù.
La sua fama si basa principalmente sui lavori che pubblicò insieme a Döllinger, soprattutto la Geschichte der Moralstreitigkeiten in der Römisch-Katholischen Kirche seit dem XVI. Jahrhundert e l'Erörterungen über Leben und Schriften des hl. Liguori. Durante gli ultimi anni della sua vita fu colpito da paralisi. Morì a Bonn lasciando manoscritta una raccolta di lettere a Bunsen sui cardinali e prelati romani, che venne pubblicata in seguito. Particolarmente importante è il suo Der Index der verbotenen Bücher (2 voll., 1883-85).

## Opere
- Erklärung des Buches Baruch. Freiburg 1853;
- Das Buch Tobias, übersetzt und erklärt. Freiburg 1857;
- Observationes criticae in librum Sapientiae. Freiburg 1861;
- Libellus Tobit e codice Sinaitico editus et recensitus. Bonn 1870;
- Lehrbuch der Einleitung in das Alte Testament. Freiburg 1859, 1864, 1868, 1870;
- Luis de Leon und die spanische Inquisition. Bonn 1873;
- Bibel und Natur. Vorlesungen über die mosaische Urgeschichte und ihr Verhältnis zu den Ergebnissen der Naturforschung. Freiburg 1862, 1866, 1870, Bonn 1876;
- Die biblische Schöpfungsgeschichte und ihr Verhältnis zu den Ergebnissen der Naturforschung. Bonn 1877;
- Der Index der verbotenen Bücher. Ein Beitrag zur Kirchen- und Literaturgeschichte. Bonn 1883–1885 (ristampato 1967 presso Scientia-Verlag, Aalen);
- Die Indices librorum prohibitorum des sechzehnten Jahrhunderts. Tübingen 1886 (ristampato nel 1961 e nel 1960 presso B. de Graaf, Nieuwkoop);
- con Ignaz von Döllinger: Die Selbstbiographie des Kardinals Bellarmin. Bonn 1887;
- con Ignaz von Döllinger: Geschichte der Moralstreitigkeiten in der römisch-katholischen Kirche. Bonn 1888;
- Die Fälschungen im Traktat des Thomas von Aquin gegen die Griechen. Bonn 1889;
- Beiträge zur Geschichte des Jesuitenordens. München 1894.